# Турки в Италии
Турки в Италии (тур. İtalya Türkleri) являются гражданами Италии турецкого происхождения. Термин тюрк или турецкий, используемый в Италии, может применяться к иммигрантам или потомкам иммигрантов, родившихся в Османской империи до 1923 года, в Турецкой Республике с тех пор или в соседних странах, когда-то являвшихся частью Османской империи, в которых всё ещё проживает население, язык которого является турецким или кто претендует на турецкую идентичность или культурное наследие, в отличие от многих других народов из современной Турции и бывшей Османской империи, которые отождествляют себя со своими общинами.

## История

### Османская миграция

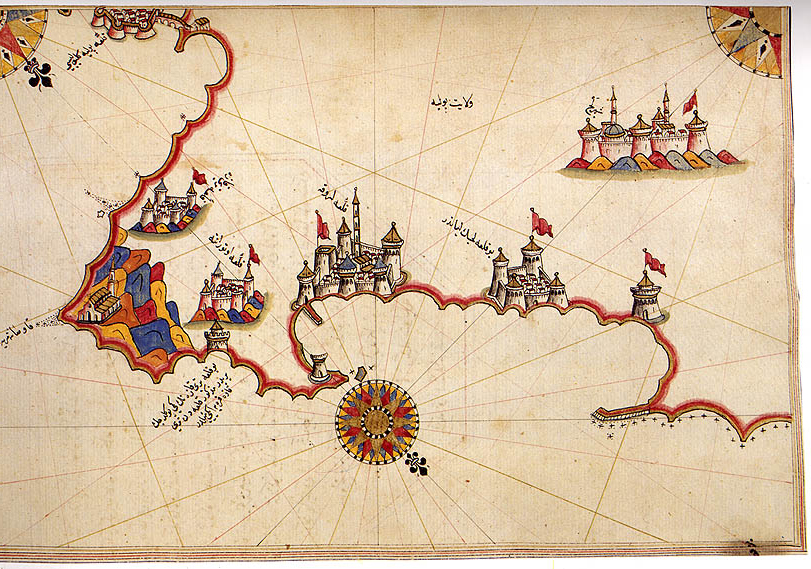
Карта Отранто Пири-реиса.

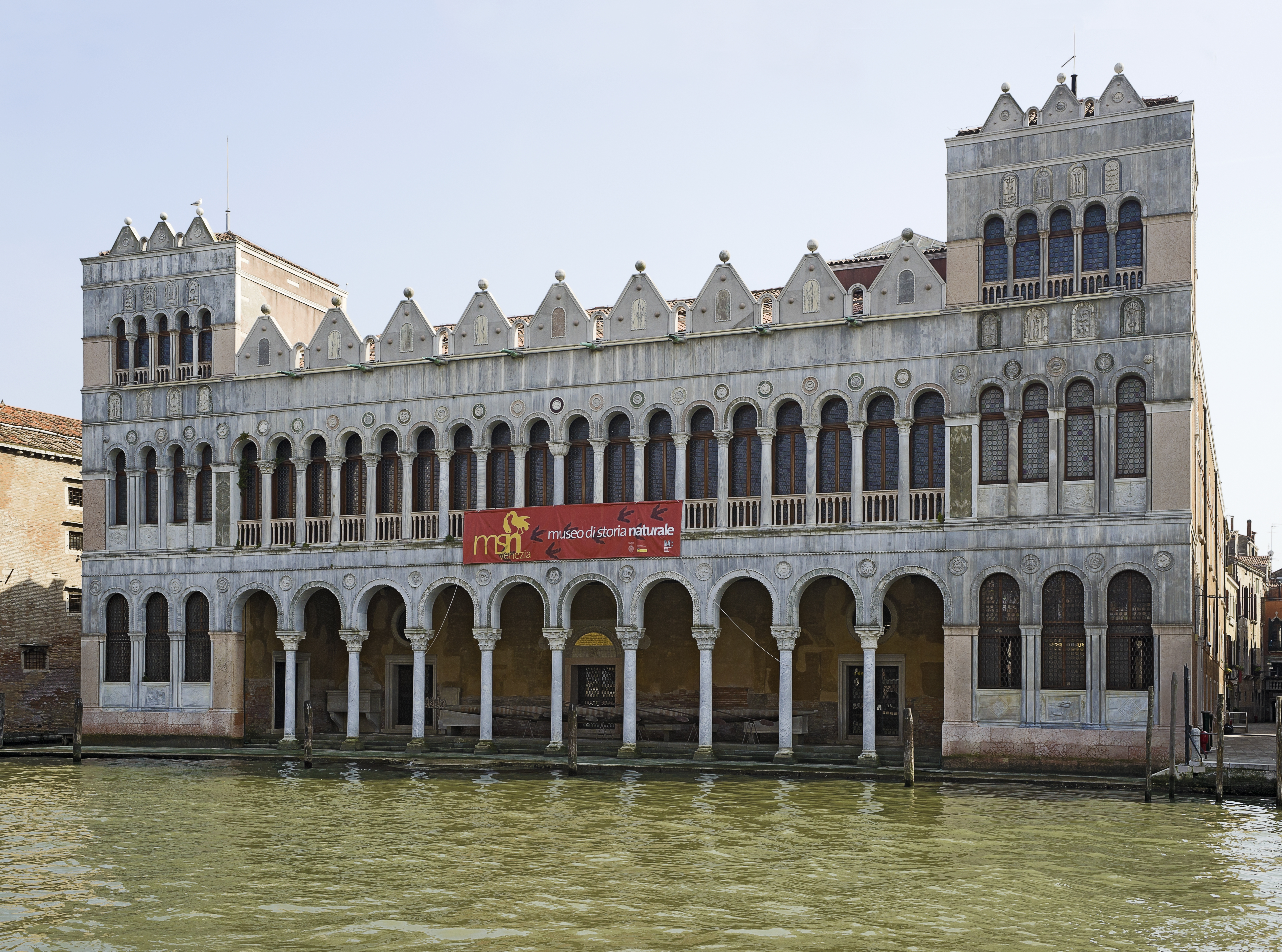
Фондако-деи-Турки, гостиница турок.

В течение XV столетия Османская империя сильно расширялась на запад. Она завершила вторжение и оккупацию Византийской империи в 1453 году при султане Мехмеде II, завоевав Константинополь и Галату. Она захватила последние бастионы Генуи на Чёрном море в 1475 году и греческую колонию Эвбея в Венеции в 1479 году. Турецкие войска вторглись в регион Фриули в северо-восточной Италии в 1479 году и снова в 1499–1503 годах. Апулийский портовый город Отранто, расположенный примерно в 100 километрах к юго-востоку от Бриндизи, был захвачен в 1480 году, но турки были разбиты там в 1481 году, когда Мехмед умер и началась война за его правопреемство. Джем Султан, претендент на османский трон, потерпел поражение, несмотря на то, что его поддерживал Папа; он сбежал со своей семьёй в Неаполитанское королевство, где его потомки мужского пола были награждены Папой Римским в 1492 году титулом принца де Саида. Они жили в Неаполе до XVII века и на Сицилии до 1668 года, прежде чем переехать на Мальту.
С начала XVII столетия до 1838 года Фондако-деи-Турки служил гетто с одним зданием для османского турецкого населения Венеции (таким образом, "dei Turchi"). Фондако тогда служил комбинированным домом, складом и рынком для турецких торговцев. Когда Венецианская республика была завоевана и упразднена Наполеоном Бонапартом в 1797 году, турецкие торговцы продолжали жить в палаццо до 1838 года.

#### Турки Моэны
В 2011 году итальянский тюрколог Эрманно Визинтайнер (Ermanno Visintainer) опубликовал исследование о турках Моэны под названием «La Presenza Turca Dimenticata In Italia: I Turchi Di Moena». Он утверждал, что потомки турок-османов, которые поселились в регионе в семнадцатом веке, были "забыты" в Италии. Тем не менее, Моэна часто упоминается как "Rione della Turchia" (Турецкий регион), из-за легендарного османского солдата, который прибыл в город во время битвы при Вене в 1683 году. Он был известен как Хасан или Иль Турко, и был объявлен местными жителями героем за восстание против несправедливых налогов герцогства Аугсбург. Он женился на местной женщине и имел несколько детей. После этого его дети и внуки сохранили его память, а местные жители испытали определенную степень тюркизации. Действительно, сегодня местные жители продолжают праздновать османско-турецкую историю города каждое лето, устраивая парад, одевая традиционную турецкую одежду и выставляя турецкие флаги по всему городу.

### Современная миграция
| 2002 | 4 171   | 3 012  | 7 183   |                                                      |                                                      |                                                      |                                                      |                                                      |
| 2003 | 5 553   | 3 577  | 9 130   |                                                      |                                                      |                                                      |                                                      |                                                      |
| 2004 | 6 826   | 4 251  | 11 077  |                                                      |                                                      |                                                      |                                                      |                                                      |
| 2005 | 7 471   | 4 888  | 12 359  |                                                      |                                                      |                                                      |                                                      |                                                      |
| 2006 | 8 040   | 5 492  | 13 532  |                                                      |                                                      |                                                      |                                                      |                                                      |
| 2007 | 8 631   | 5 931  | 14 562  |                                                      |                                                      |                                                      |                                                      |                                                      |
| 2008 | 9 549   | 6 676  | 16 225  |                                                      |                                                      |                                                      |                                                      |                                                      |
| 2009 | 10 367  | 7 284  | 17 651  |                                                      |                                                      |                                                      |                                                      |                                                      |
| 2020 | 103 367 | 43 284 | 156 742 | (Источник: Istituto Nazionale di Statistica (ISTAT)) | (Источник: Istituto Nazionale di Statistica (ISTAT)) | (Источник: Istituto Nazionale di Statistica (ISTAT)) | (Источник: Istituto Nazionale di Statistica (ISTAT)) | (Источник: Istituto Nazionale di Statistica (ISTAT)) |

## Демография
По данным Национального института статистики, в 2010 году в Италии проживало 19 068 человек из Турции.  Однако в 2009 году доктор Ясемин Чакирер подсчитал, что в Италии проживает от 30 000 до 40 000 человек турецкого происхождения. Большинство турок живут на северо-западе и северо-востоке Италии, особенно в Риме, Милане и Венеции.

## Известные личности
- Джем (султан)
- Лейла Генджер
- Мехмет Гюнсюр
- Афеф Джнифен[англ.], модель и актриса.[10]
- Ферзан Озпетек
- Ромалы Перихан
- Озалп Бабаоглу[англ.]